# Licuala penduliflora
Licuala penduliflora là loài thực vật có hoa thuộc họ Arecaceae. Loài này được (Blume) Zipp. ex Blume mô tả khoa học đầu tiên năm 1838.